# Villa del Parque

Lage von Villa Parque in Buenos Aires

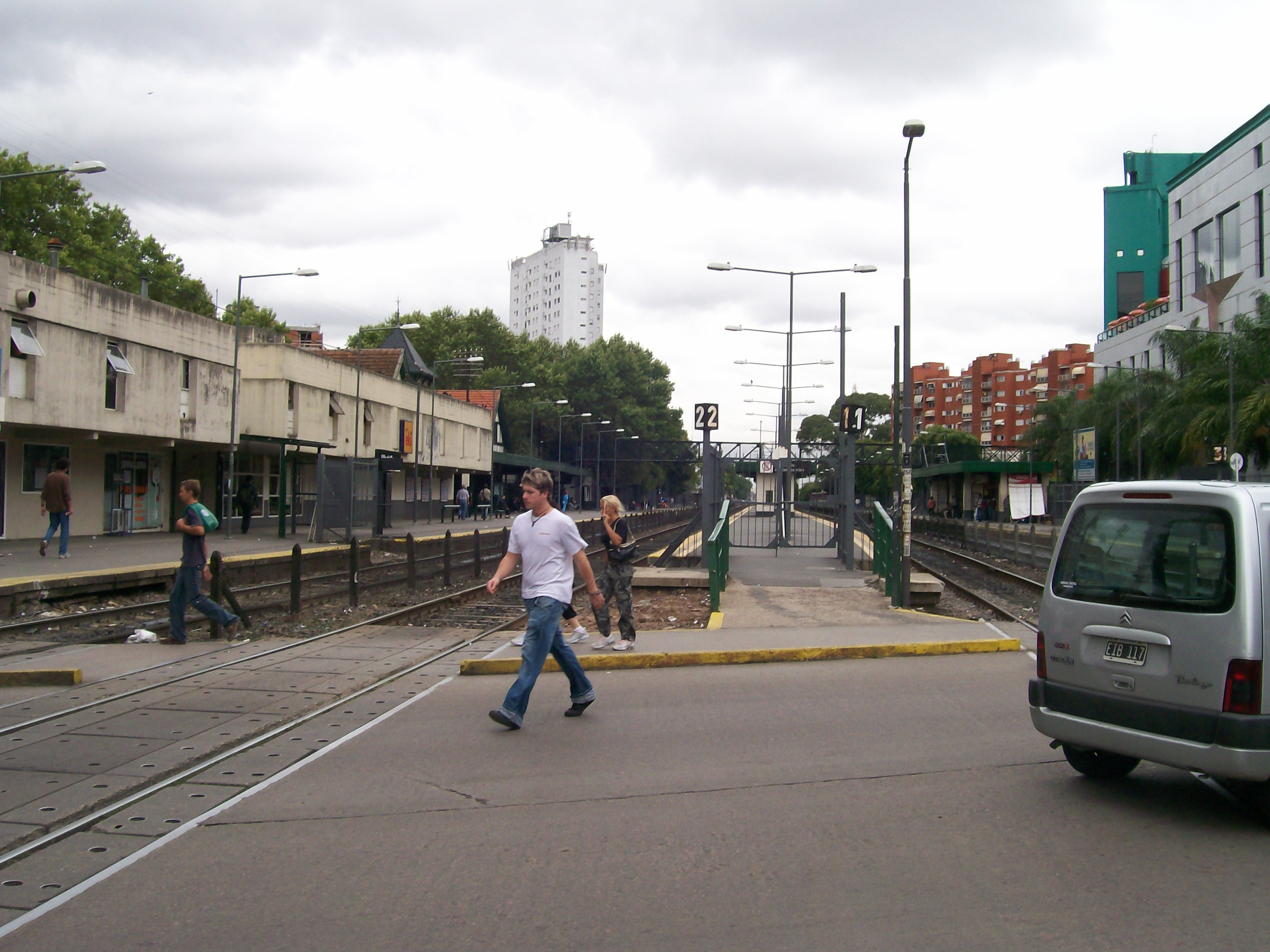
Bahnhof von Villa Parque

Villa del Parque ist ein Stadtteil im Westen der argentinischen Hauptstadt Buenos Aires. Er hatte im Jahre 2001 rund  60.000 Einwohner auf einer Fläche von 3,6 km². Villa Parque gehört zur Comuna C11. 

## Geschichte
Der Name des Stadtteils bedeutet übersetzt „Dorf im Park“ und bezieht sich auf einen 100 Hektar großen Park (Parque del Oeste), der zunächst in der Gegend angelegt wurde. 
Während der Präsidentschaft von Julio Argentino Roca wurde eine Initiative gestartet, die Ausbildung von Landwirten zu verbessern, um argentinische Produkte besser auf dem Weltmarkt verkaufen zu können. Zu diesem Zweck wurde 1901 der Bau einer Modellfarm und einer Landwirtschaftsschule beschlossen. Diese wurden 1903 eingeweiht. Zu der Zeit gab es in der Gegend ca. 50 Häuserblöcke und man nannte die Siedlung „Ciudad Feliz“ (glückliche Stadt). Später wurde der Ort, aufgrund seiner Nähe zum Parque Agronómico (ehemals Parque del Oeste), dann Villa del Parque genannt. Am 8. November 1908 wurde Villa del Parque zum offiziellen Stadtteil von Buenos Aires. 
Das Zentrum von Villa Parque wird heute vom Bahnhof, der 1907 eingeweiht wurde, der Plaza Aristóbulo del Valle und der Calle Cuenca gebildet. 
Zu den bekannteren Persönlichkeiten des Stadtteils gehören der Schriftsteller Julio Cortázar und die Musiker Mariano Mores und Horacio Salgán.